# Luke Cain
Luke Cain (nascido em 3 de fevereiro de 1980) é um atleta paralímpico australiano que compete na modalidade tiro esportivo. Cain ficou paraplégico após um acidente enquanto jogava futebol australiano. Representou seu país, Austrália, nos Jogos Paralímpicos de Verão de 2016 no Rio de Janeiro, onde competiu na carabina de ar 10 metros em pé mista SH2 e na carabina de ar 10 metros deitado mista SH2. Cain não conquistou medalha, ficando em 26.º na prova em pé e em 33.º na prova deitada. Também foi à Londres, em 2012, para representar seu país nas provas masculinas de carabina de ar 10 metros deitado mista R5 e carabina de ar 10 metros em pé mista R4, ficando em 27.º na prova em pé e em 28.º na prova deitada.

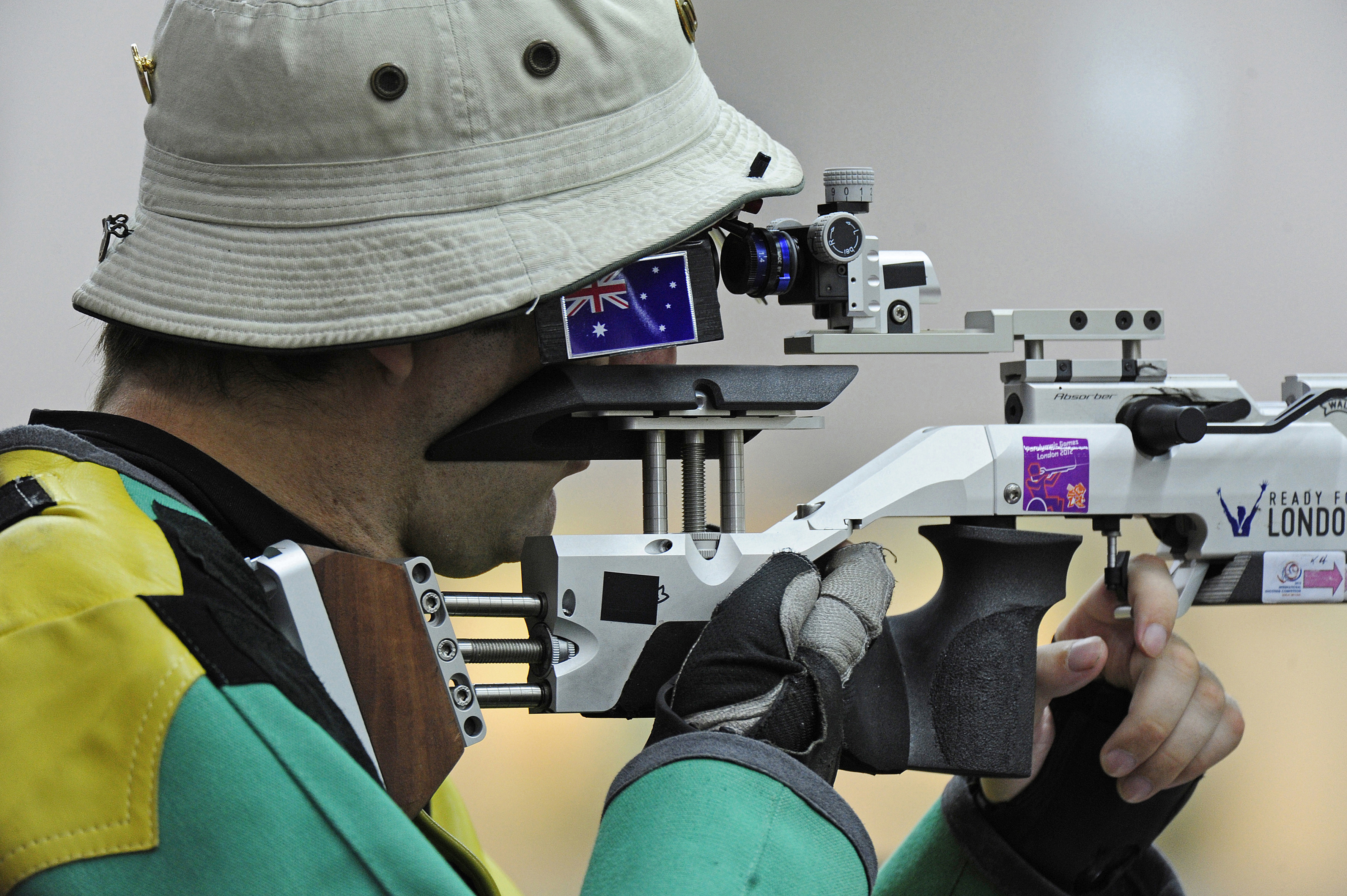
Cain atirando nos Jogos Paralímpicos de Londres 2012.